# اثنين أداي
اثنين أداي هي قرية أمازيغية مغربية وجماعة قروية وسط غربي المغرب. تنتمي «اثنين أداي» لإقليم تيزنيت على الساحل الأطلسي. تضم هذه الجماعة القروية 2.734 نسمة (إحصاء رسمي 2004).